# 止观
止觀，佛教術語，止（奢摩他）與觀（毘婆舍那）的合稱。在漢傳佛教的本土宗派中，天台宗特別重視止觀，又稱止觀宗。

## 概念
止与觀，止是止息妄念，觀是如實觀察一切法。止属「定」又名「寂」，體性「靜」；觀属「慧」又名「照」，體性「明」。止息一切外境妄念，专注于所緣為定，正見如實知一切法非常，苦，空，非我為觀慧。止觀為定慧之因，定慧為止觀之果。
三三昧：空三昧、無相三昧、無願三昧，為「定慧等持」的禪法。空、無相與無願為觀慧所修，三昧是心的定力。

### 止觀雙運
若多修觀不修止，由於定力微劣，心晃動如燭火風中搖曳，不能明了見真實義，這時應修止。若因修止定力增上，如睡眠人，不能明了見真實義，這時當修觀；是故應當不偏習止觀，住於平等捨而止觀雙運（梵：Śamatha-vipaśyanā-yuganaddha；巴：Samatha-vipassanā-yuganaddha，「止觀雙運」又稱作「止觀捨」、「止觀等」）。
法性寂然為止，寂而常照為觀，止如明镜止水，观如明镜中水影现万象。止与观，一体而不二。故称“止观不二”。

## 漢傳佛教

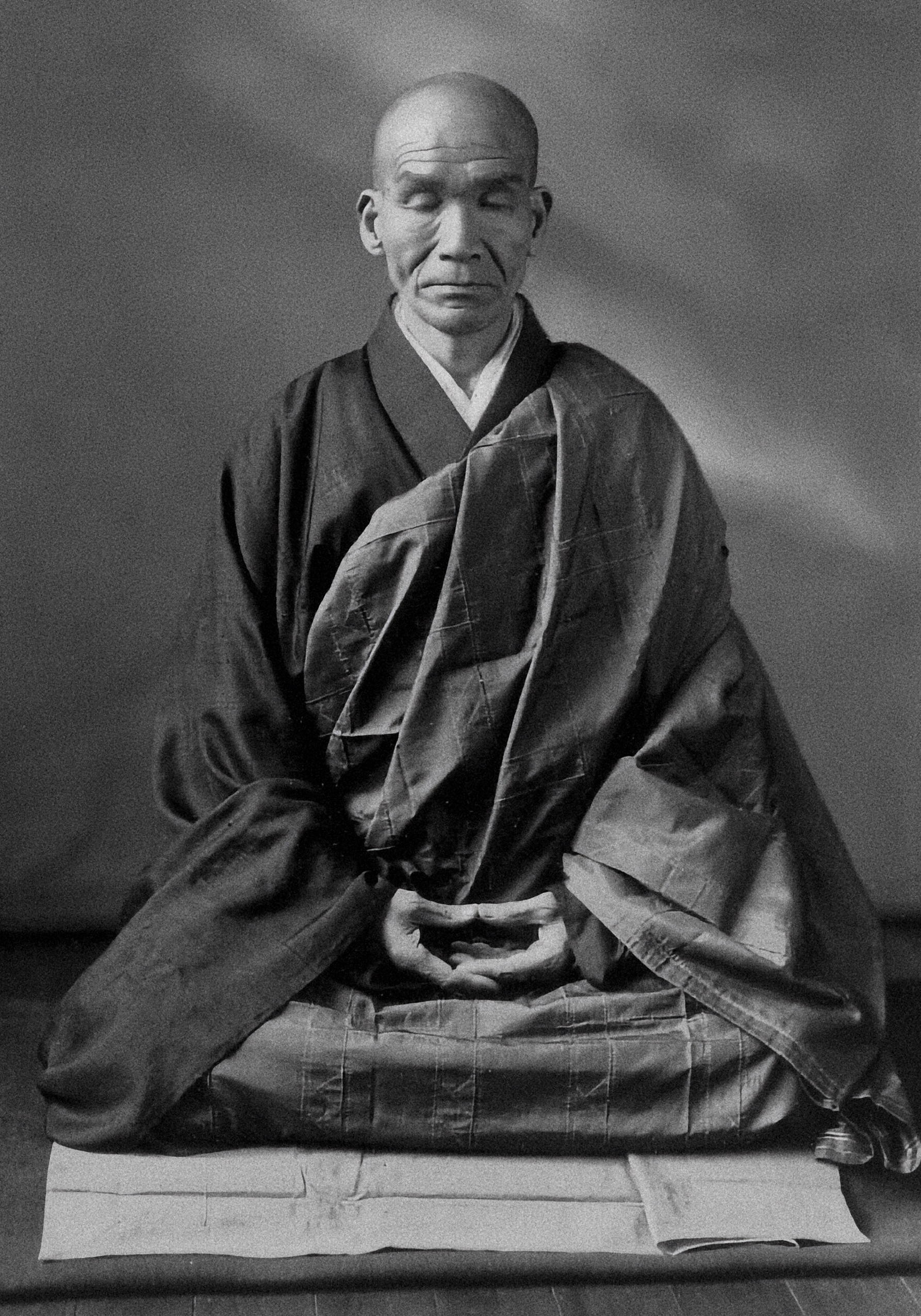
日本曹洞宗禪師打坐。

止息一切境界散乱相，息心寂靜思緒，為「止」；分别因缘生灭相，推尋檢析觀心分明，為「觀」。
- 止为定；觀为慧，一切善法从修而生，皆为止观所摄。止能遮结；观能断惑。[11]

- 不放逸、庄严大智、得自在。或为观生死恶果报、增长善根、破诸烦恼。[12]

### 歷史
止觀的修行方法見於從西域、印度東來傳法（或從中國西行求法）的僧人譯為漢語的佛教禪經或禪要中，如《安般守意經》、《十二門經》、《修行道地經》、《修行方便禪經》、《禪要呵欲經》、《內身觀章句經》、《身觀經》、《法觀經》、《坐禪三昧經》、《禪法要解》、《思惟略要法》、《五門禪經要用法》、《禪秘要法經》、《禪要祕密治病經》、《修禪要訣》、《六門教授習定論》、《瑜伽師地論》、《解脫道論》、《廣釋菩提心論》、《無量壽經優波提舍》、《觀無量壽佛經》、《觀彌勒上生經》、《觀普賢行法經》、《觀藥王藥上經》、《觀虛空藏經》、《觀佛三昧經》等等，經當時禪師的修行實踐、指導闡釋，禪法風行於一時。
中國早期的習禪者留下的資料很少，師承亦不明。早期禪經的譯出者主要為出身於西域的僧人安世高和竺法護。
若按道宣律師在《續高僧傳》所述禪史，鳩摩羅什時代譯介了諸多禪籍，為東晉後，禪法（止觀）在中國流傳的開端。對於禪法的師承，慧觀和廬山慧遠都是最早期的重視者。習禪的方式，以慧遠的結社念佛群修和僧群的靜室坐禪獨修為典型。禪法所流行的區域和代表人物，則有長安的羅什、淮北的曇影、道融（羅什的弟子）、江東的智嚴（罽賓禪師佛大先Buddhasena的弟子）、慧觀（佛陀跋陀羅禪師的弟子）和廬山的慧遠（接待了被逐出長安的佛陀跋陀羅）等地 。
南北朝時，有罽賓禪師昙摩蜜多。在宋元嘉年間於湖南長沙寺造立「禪閣」。於南京祇洹寺譯出「禪經 」教授「禪道」，遠近皆號「大禪師」。此外，還有畺良耶舍、求那跋摩、受教於佛大先Buddhasena禪師的沮渠京聲等人傳化。
在北朝和隋代，大致有四類禪法流行，一以僧稠（跋陀禪師的弟子）、僧實（勒那摩提三藏的弟子）為代表，為北朝禪法「顯學」，僧稠所傳大致以五停心、四念處為主；二以達摩為代表，在民間展開，提倡大乘「壁觀」（指心如牆壁）、二入四行；三是天台宗的禪法，慧思、智顗的法華三昧圓頓止觀；四是流行在晉、趙等地的頭陀行。體現出禪法的多樣性。
隋代，僧稠系禪法衰落，天台禪法興盛，構成地位交替。到唐朝時，禪宗禪法逐漸盛行起來，六祖惠能傳法後，一花開五葉，流衍出臨濟宗、法眼宗、曹洞宗、雲門宗、溈仰宗，留下許多語錄、訣要、偈頌。另外，華嚴宗人澄觀、宗密融會華嚴與禪宗，主張「教禪一致」，後來盛於遼國、西夏。有些禪宗僧人也會借華嚴義理來闡揚禪宗禪法（參禪），如宋代、元代臨濟宗楊岐派的部份禪僧。
唐中葉，金剛智、善無畏等三藏傳密宗禪法，別為流派，為唐密的止觀。留有《無畏三藏禪要》等書。

### 天台宗
三种分類，皆是大乘圓教，俱緣實相，即：
- 渐次止观：持戒修定，渐次悟入实相，《釋禪波羅蜜次第法門》中廣述。[26]
- 不定止观：顺应众生之根性能力，依其实践顺序亦不定，《六妙門》中廣述。[27]
- 圆顿止观：以实相为对象而行解亦圆满，修「四種三昧」，《摩訶止觀》中廣述。[28][29]

漸次止觀指由淺入深。從十二門禪（四禪、四無量心、四無色定），六妙門、十六特勝等，九想乃至八勝處、十一切處等，外加師子奮迅三昧、超越三昧等精深禪法，以及觀四諦十六行、三十七道品等聲聞法，發四弘誓願、修六波羅蜜等菩薩法，再到法華三昧、般舟三昧、首楞嚴百八三昧，自性禪等九種禪，乃至無緣大慈大悲等禪法。該次第又見於《法界次第初門》。
六妙門為不定止觀，修此法門，能至涅槃，所以稱為「妙門」。前三是定，後三是慧：一、數息門（gaṇanā）。二、隨息門（anugama）。三、止門（sthāpanā）。四、觀門（upalakṣaṇā）。五、還門（vivarta）。六、淨門（pariśuddhi）。
法華三昧即《摩訶止觀》一書所詮的圓頓止觀。其中心內容是一乘十觀。指「觀心具十法門」一科的內容：(1)觀不可思議境；(2)起慈悲心；(3)巧安止觀；(4)破法遍；(5)識通塞；(6)修道品；(7)對治助開；(8)知次位；(9)能安慰（安忍）；(10)無法愛（法執）。其所緣之境，為：陰界入、煩惱、病患、業相、魔事、禪定、諸見、增上慢、二乘、菩薩。一乘十觀以「觀不可思議境」最為核心。不可思議境的具體內容則是指天台宗的「一念三千」，觀法是「一心三觀」（從假入空『二諦觀』，從空入假『平等觀』，中道第一義諦觀）。在所緣境中，陰界入境為所緣，是凡聖所共有、常自現前（其中又以自己的心、識陰為代表），餘九境待境現前時才作為所緣境。
《法華三昧行法》、《法華安樂行義》記載了修法華三昧之方便及正修行之法，為天台「四種三昧」中的主要行法。《修習止觀坐禪法要》（略明開矇初學坐禪止觀要門）為天台止觀入道樞要，以圓頓止觀為依歸，闡述漸次止觀之精要；與《禪門要略》同為修習止觀的要略。

### 華嚴宗
華嚴宗以「心」、「境」圓融不二，詮解「止觀」一詞。據《華嚴經義海百門》，「見塵無體，空寂之境為止。照體之心是觀」。由「能觀之觀心」無緣，即觀者去除能觀的自我性；「所緣之止境」無體，即去除所觀境的實體性；如是，則能觀與所觀境相合「空性」，心境無二，止觀融通無礙。故「由止無體不礙觀心」、「由觀心不礙止境」，如此體證境智不二，即是華嚴之所謂「止觀」。
華嚴之五教止觀，約教判由淺至深。若直顯華嚴止觀「性起」奧旨，則為《法界觀》：事法界、理法界（真空觀）、理事無礙法界（理事無礙觀）、事事無礙法界（周遍含容觀），《妄盡還源觀》一體二用三遍四德五止六觀，舉此六門通為一觀，《普賢觀》明華嚴經菩薩止觀，《華藏觀》觀察華藏世界相等等。
止觀十門，出《華嚴經普賢觀行法門》，又見《華嚴三昧章》，為十重唯識之觀行。十重唯識初三初教，次四終、頓教，後三圓教中別教；具十門圓教中同教。
- 會相歸性門：心行称理，摄散名止。(觀一切法自性皆空，分別解了「一念行」心，稱理而觀；攝散入靜，名止)
- 依理起行門：止不滞寂，不碍观事。
- 理事無礙門：由理事交彻而必俱遂使止观无碍而双运。
- 理事俱泯門：理事形夺而俱尽，故止观两亡而绝寄。
- 心境融通門：绝理事无碍之境，与泯止观无碍之心，二而不二，故不碍心境而一味，不二而二，故不碍一味而心境兩殊。
- 事融相在門：由即理之事摄一切法故，即止之观，亦见一切。
- 諸法相是門：由此事即是彼事故，今止观见此心即是彼心。
- 即入無礙門：由前中：六则一多相入而非一，七则一多相是而非异。此二不二同一法界，止观无二之智，顿见即入二门，同一法界而无散动。
- 帝網重現門：由事则重重无尽，止观亦普眼齐照。
- 主伴圓備門：即此普门之智为主，故顿照普门法界时，必摄一切为伴，无尽无尽。

按《華嚴遊心法界記》闡述，欲入「華嚴三昧」(一乘圓教止觀)，解門有二：一、緣起相由門，二、理性融通門。前者就「事」顯示法法間的無盡緣起，後者就「理」說明空有圓融無礙。行門則於解門中，審諦取之。先令識妄念，後依解門攝念成觀，終至無念處亡言絕解，以念智照無相境。久作純熟，心不失念。《華嚴五教止觀》中提出三種入道方便，一、徵令見盡，令其亡言絕解。二、示法令思：剝顛倒心和斷執。三、顯法(遮情、表德)，離言絕解。
按《華嚴經普賢觀行法門》所記，該文略說華嚴經菩薩止觀，廣說見別處所記。又據崔致遠《唐大薦福寺故寺主翻經大德法藏和尚傳》所說，《華嚴三昧觀》（即華嚴三昧章或稱發菩提心章）．《華藏世界觀》（散佚）．《妄盡還源觀》為擬天台法華三昧觀而作的華嚴止觀著述。

### 法相宗
出《瑜伽師地論》〈聲聞地〉有四種所緣（ālambana）：
- 遍滿(vyāpya)所緣 ︰有分別影像 (savikalpa-pratibimba)、無分別影像 (nirvikalpa-pratibimba)、事邊際性、所作成辦。
- 淨行（carita-viśodhana）所緣 ︰不淨、慈愍、緣性緣起、界差別、阿那波那，即五停心
- 善巧（kauśalya）所緣 ︰蘊、界、處、緣起、處非處等五類善巧
- 淨惑(kleśa-viśodhana)所緣︰觀下地麁性、上地靜性，暫斷煩惱（世俗道）；觀四諦，究竟斷煩惱（出世間道）

按《瑜伽師地論》，「始從修習善法欲已去，乃至未起順決擇分善根」名（1）初修業瑜伽師。「若已起順決擇分善根，所謂煖、頂、隨順諦忍、世第一法」名（2）已習行瑜伽師。「若已證入正性離生，得諦現觀，不由他緣，於佛聖教，不為餘緣之所引奪」名（3）已度作意瑜伽師。
已度作意為《瑜伽師地論》中修瑜伽行的成就狀態，是指︰諸緣影像(pratibimba，意識中顯現對象的印象，為禪修所取的相)所有作意皆得圓滿。此圓滿故，便得轉依(āśrayaḥ parivarttate)，一切麁重悉皆息滅。得轉依(āśraya-parivṛtti)故，超過影像，即於所知事(jñeya-vastu)有無分別現量智見生。換言之，由於圓滿了以影像為所緣的止觀修行，便得所依清淨。由所依清淨，生起無分別智見(Nirvikalpa-jñāna)而所緣清淨。
四種所緣中，遍滿所緣為止觀的一般性說明。「有分別影像」指親近善士，聞思（後三類所緣境事：淨行、善巧、淨惑）正法，起正思惟，觀察簡擇，屬於修觀慧。「無分別影像」為心念專注，攝意專念所攝影像，屬於修定。在未修成定心前，只是散心分別觀察。修止得輕安成就正定後，就可以空正見依定修觀，進到聞思修中的「修慧」。此時，以無性空為所緣修「觀察」，名『有分別影像』。觀察久了，以無性空為所緣而修「安住」──定，名『無分別影像』。安住了，再修觀察；修觀將成就時，應由觀力重發輕安，才名修觀成就。以後，就止觀互相應，成止觀雙運。
《大乘法苑義林章》〈唯識義章〉中提出「五重唯識觀」，建立了法相宗的觀行次第。法相宗論述修行次第的重要著作為《大乘入道次第》，闡述大乘修行次第的境、行、果，該書亦為《勸發菩提心集》的延伸著作。

## 南傳上座部

泰國森林傳統禪師阿姜查在荒野中坐禪。

南傳上座部將禪那表達為心的特質「安止」，經由奢摩他和毘鉢舍那，即將心固守在一個特別的對象上(業處，kammaṭṭhāna)，和以慧對它進行觀察思惟（anupassī）。從而進入四種禪那，進而得到解脫智。現代南傳上座部佛教有將止觀二者具體化為：
- 奢摩他禪修：止寂禅以坐姿为主，且不宜变换姿势，若身体不适须要换姿势，也要守住所缘(目标)。止禅于所缘，保持「寻」(vitakka﹐专注目标)、「伺」(vicāra﹐继续专注目标)，所缘是概念法(世俗谛)。
- 毘鉢舍那禪修：內觀禅不拘姿势。观禅寻、伺(专注、继续专注)对象，所缘是究竟法(真实谛)，如：观「触」：呼吸的触、腹部起伏(=风触色)、坐姿及臀部的触等、感受、声音的生灭；其它的蕴、处、界，不宜当初始观禅的对象；观「色的集法」(rūpassa samudayo)，则可观察具有身、心、鼻才有吸气，与具有身、心、鼻才有呼气，又从众缘生可悟入无常，导致更高阶的智见。[51]

南傳佛教修習止觀而生起觀智的次第為：七清淨和十六觀智。